# Riu Turà

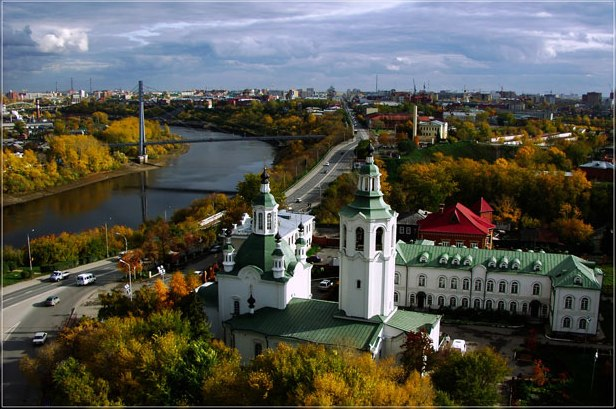
El riu Turà al seu pas per Tiumén

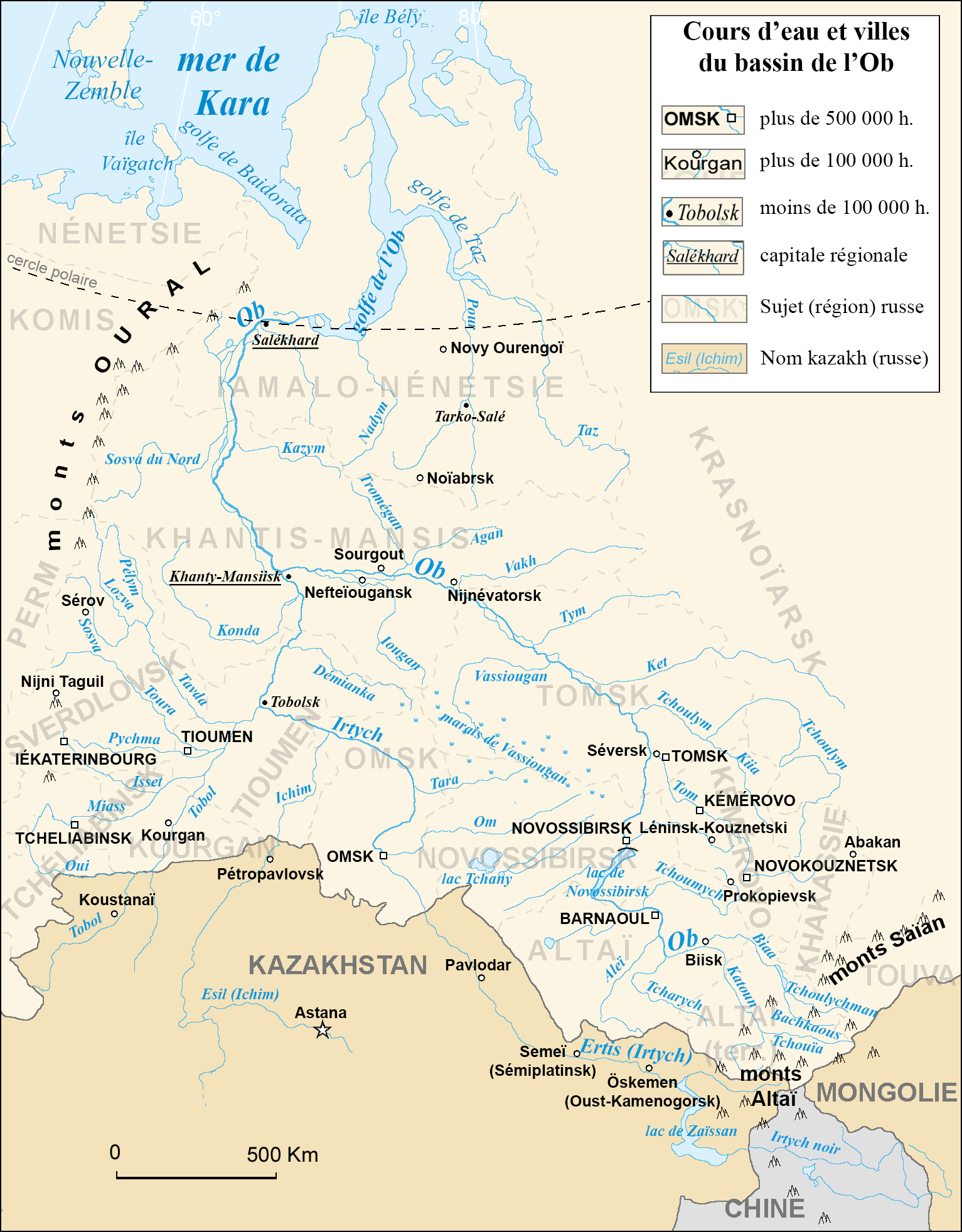
Localització del riu Turà

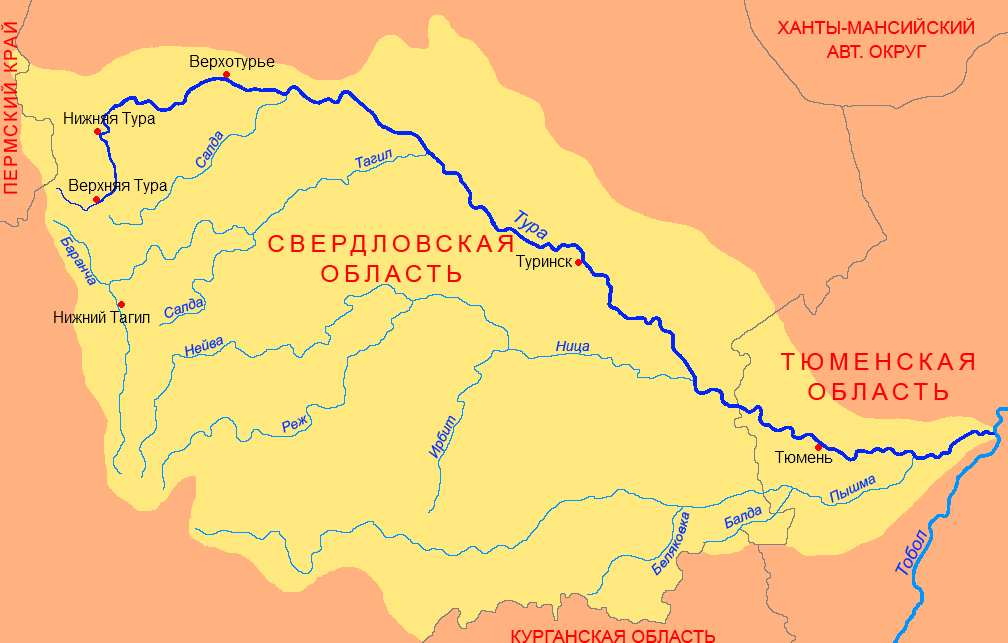
Conca del riu Turà

El riu Turà o Dólgaia (en rus Тура o Долгая) és un riu de la Sibèria Occidental, a Rússia, i és un afluent per l'esquerra del riu Tobol, afluent al seu torn del riu Irtix. Té una longitud de 1.097 km i la seva conca de drenatge ocupa 80.400 km². El seu cabal mitjà és de 177 m³/s.
Administrativament, el riu discorre per l'óblast de Sverdlovsk i la de Tiumén.

## Geografia
El riu Turà neix als Urals, a l'óblast de Sverdlovsk. Discorre en direcció est - sud-est, a través de terres pantanoses de les planes dels Urals. Discorre un llarg tram paral·lel al curs del riu Tavdà i desemboca en el curs baix del riu Tobol a uns quilòmetres avall de la ciutat de Tiumén.
Els seus afluents principals són els del marge dret i són els rius Saldà (Салда) (182 km), Taguil (Тагил) (414 km), Nitsa (Ница) (262 km) i Pixmà (Пышма) (603 km).
Entre les ciutats que es troben al seu curs hi ha Tiumén, (510.719 hab. el 2002), Vèrkhniaia Turà (11.097 hab.), Níjniaia Turà (24.247 hab.), Verkhotúrie (7.815 hab.) i Turinsk (19.313 hab.).
Com la resta dels rius siberians, està glaçat gran part de l'any (sis mesos, des de finals d'octubre o novembre fins a finals d'abril o principis de maig) i hi ha moltes zones amb el sòl congelat (permagel). Quan arriba l'època del desglaç el riu inunda grans extensions que es converteixen en terrenys pantanosos.
El riu és navegable en un tram de 750 km riu amunt des de la desembocadura.

## Història
L'any 1558, la família Stróganov va rebre permís del tsar Ivan el Terrible per explorar la regió del riu Kama i, des de 1574, també les terres dels rius Turà i Tobol. El 1579, els Stróganov arribaren a un acord amb el líder cosac Iermak Timoféievitx per protegir-los dels atacs dels tàtars.